# Kaipan 14
Der Kaipan 14 ist ein Roadster des tschechischen Automobilherstellers Kaipan, der seit 2006 verkauft wird. Der Zweisitzer wird von einem 1,3 Liter großen Vierzylindermotor aus dem Škoda Favorit angetrieben. Das Triebwerk leistet zwischen 40 kW (55 PS) und 50 kW (68 PS) und beschleunigt das Fahrzeug in 9 Sekunden von 0 auf 100 km/h. Um ein möglichst geringes Gewicht zu erreichen, besteht die Karosserie des Kaipan 14 wie die des Kaipan 16 aus Kunststoff.

## Technische Daten
|                                             | Kaipan 14             |                       |
| Bauzeitraum                                 | seit 2006             | seit 2006             |
| Motorkenndaten                              |                       |                       |
| Motortyp                                    | R4-Ottomotor          | R4-Ottomotor          |
| Motoraufladung                              | —                     | —                     |
| Hubraum                                     | 1289 cm³              | 1289 cm³              |
| max. Leistung bei min−1                     | 40 kW (55 PS) / 5000  | 50 kW (68 PS) / 5500  |
| max. Drehmoment bei min−1                   | 90 Nm / 3000          | 100 Nm / 3750         |
| Kraftübertragung                            |                       |                       |
| Antrieb                                     | Vorderradantrieb      | Vorderradantrieb      |
| Getriebe, serienmäßig                       | 5-Gang-Schaltgetriebe | 5-Gang-Schaltgetriebe |
| Messwerte                                   |                       |                       |
| Höchstgeschwindigkeit                       | 140 km/h              | 140 km/h              |
| Beschleunigung, 0–100 km/h                  | 9,0 s                 | 9,0 s                 |
| Leergewicht                                 | 659 kg                | 659 kg                |
| Kraftstoffverbrauch auf 100 km (kombiniert) | 6,8 l Super           | 6,8 l Super           |